# 리샤르 베리
리샤르 베리(Richard Berry, 1950년 7월 31일 ~ )는 프랑스의 배우이다.

## 출연 작품
- 남과 여 : 20년 후
- 셧 업